# Furacão Elida (2002)
O furacão Elida foi o primeiro furacão da temporada de furacões no Pacífico de 2002 a alcançar a força de categoria 5, a mais alta na escala de furacões de Saffir-Simpson. Formado em 23 de julho a partir de uma onda tropical, a tempestade rapidamente se intensificou de uma depressão tropical para um furacão de categoria 5 em apenas dois dias, mas durou apenas seis horas até iniciar o enfraquecimento. Ele foi um dos 14 furacões registrados do Pacífico Leste a cruzar a Linha Internacional de Data com tal intensidade. Embora ondas pesadas foram capazes de chegar ao litoral mexicano, não houve danos ou vítimas relacionados ao furacão.